# Alternity
Alternity – fantastycznonaukowy system wydany w roku 1998 przez TSR (firmę przejętą już wówczas przez Wizards of the Coast). Poprzednik systemu d20. Tak jak i on używa do przeważającej większości testów kości dwudziestościennej (jednak w połączeniu z innymi kośćmi, modyfikującymi poziom trudności) oraz oparty jest na sześciu cechach i rozbudowanym systemie umiejętności.
Wydawnictwo wkrótce skupiło całą swoją uwagę na nowo powstającym systemie d20, co przyniosło w roku 2000 zamknięcie serii Alternity. Mimo to, ukazało się kilka znaczących dodatków, w tym opis czterech światów gry: Star*Drive, Dark*Matter, Gamma World oraz Starcraft (RPG).